# Ultima III: Exodus
Ultima III: Exodus — компьютерная игра, третья часть в серии Ultima, выпущена в 1983 году компанией Origin Systems.
Exodus является одной из родоначальниц жанра компьютерной ролевой игры, в частности, она оказала больше влияние на становление таких известных серий как Dragon Quest и Final Fantasy. Читатели журнала Computer Gaming World своим голосованием занесли игру в зал славы, общее число продаж составило 120 тыс. копий. В 1985 году тот же журнал признал Exodus «Лучшей приключенческой игрой года», а редакторы отозвались о ней следующим образом: «Несмотря на то, что из года в год Ultima III постепенно устаревает, до сих пор чувствуется её превосходство в своём жанре».
Помещённый на обложку демон вызвал сильный протест со стороны религиозной общественности. Активисты обвиняли игру в развращении молодого поколения Америки, массовой пропаганде образа Сатаны. Прислушавшись к этому мнению, а также учитывая некоторые другие факторы, Ричард Гэрриот существенно изменил концепцию следующей части — Ultima IV, построив геймплей на так называемых «добродетелях», ставших впоследствии визитной карточкой серии Ultima.